# دهستان کلخوران
دهستان شیخ کلخوران یا ویلکیج غربی  نام دهستانی در بخش مرکزی شهرستان اردبیل، استان اردبیل در ایران است. براساس سرشماری مرکز آمار ایران در سال ۱۳۸۵، جمعیت آن ۱۳۵۶۴ نفر (۳۱۰۰ خانوار) بوده‌است.